# 효현순황후

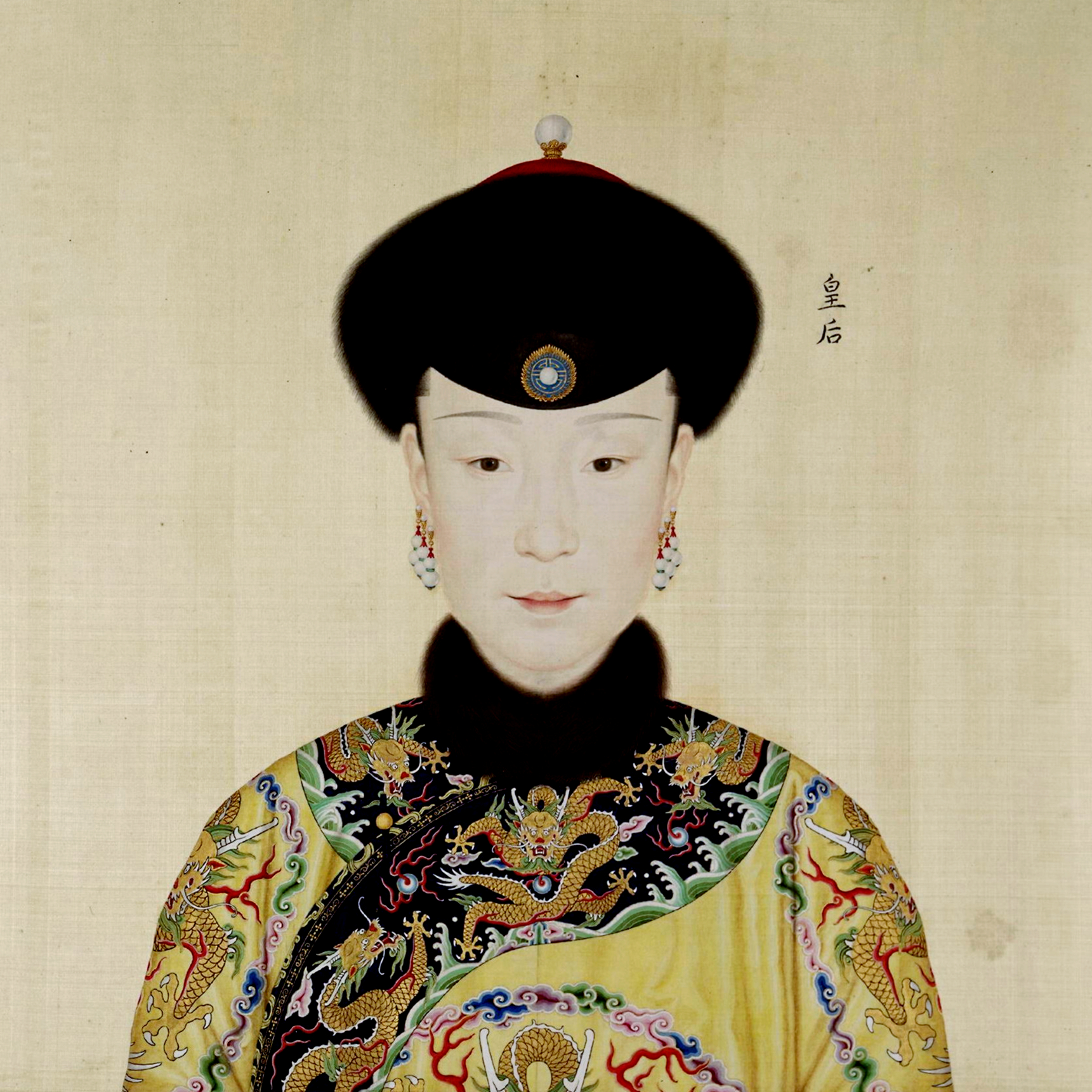
황후 책봉 후

효현순황후(孝賢純皇后, 만주어: ᡥᡳᠶᠣᠣᡧᡠᠩᡤᠠ
ᡝᡵᡩᡝᠮᡠᠩᡤᡝ
ᠶᠣᠩᡴᡳᠶᠠᠩᡤᠠ
ᡥᡡᠸᠠᠩᡥᡝᠣ Hiyoošungga Erdemungge Yongkiyangga Hūwangheo,
강희 51년 2월 22일(1712년 3월 28일) ~ 건륭 13년 3월 11일(1748년 4월 8일))는 푸차 하라(富察氏, 만주어: ᡶᡠᠴᠠ
ᡥᠠᠯᠠ Fuca Hala) 출신으로 만주 양황기인(鑲黃旗人, 만주어: ᡴᡠᠪᡠᡥᡝ
ᡤᡡᠰᠠ
ᡤᡡᠰᠠᡳ
 ᠨᡳᠶᠠᠯᠮᠠ Kubuhe Suwayan Gūsai Niyalma)이다. 건륭제의 첫 번째 황후이다.

## 생애
1727년(옹정3년) 건륭제와 가례를 올려 황자적비가 되었고 , 건륭제가 즉위하자 황후에 책봉되었다. 슬하에 2남 2녀를 두었다. 건륭제가 여행할 때마다 항상 따라갔는데 뱃놀이를 하다가 빠져 죽었다. 당시 황후의 나이는 36세였다. 사후 효현정성돈목인혜휘공강순보천창성순황후(孝賢誠正敦穆仁惠徽恭康順輔天昌聖純皇后)란 시호를 받았다.

## 성격
황후는 매우 존경스럽고, 건륭제가 매우 사랑했다고 전해진다. 효현순황후는 매우 착했고, 다른 후궁들을 질투하지 않았다고 한다. 게다가 절약 정신이 투철하여 보석으로 치장하지 않았고 대신에 머리에 야생화를 꽂았다고 한다. 효현순황후가 죽고 나서 건륭제는 그녀를 매우 그리워해 그녀의 무덤에 자주 찾아갔다고 한다.
| 전임 효성헌황후 | 청나라의 황후 1738년 1월 23일 ~ 1748년 4월 8일 | 후임 계황후 |

## 같이 보기
- 후궁 (중국)
- 입팔분공